# 康楽館
康楽館（こうらくかん）は、秋田県鹿角郡小坂町小坂鉱山にある芝居小屋。近代和風建築の建物は国の重要文化財。
香川県仲多度郡琴平町の旧金毘羅大芝居や、兵庫県豊岡市の永楽館とともに、現存する建物としては日本有数の歴史を持つ劇場である。

## 沿革

### 開館

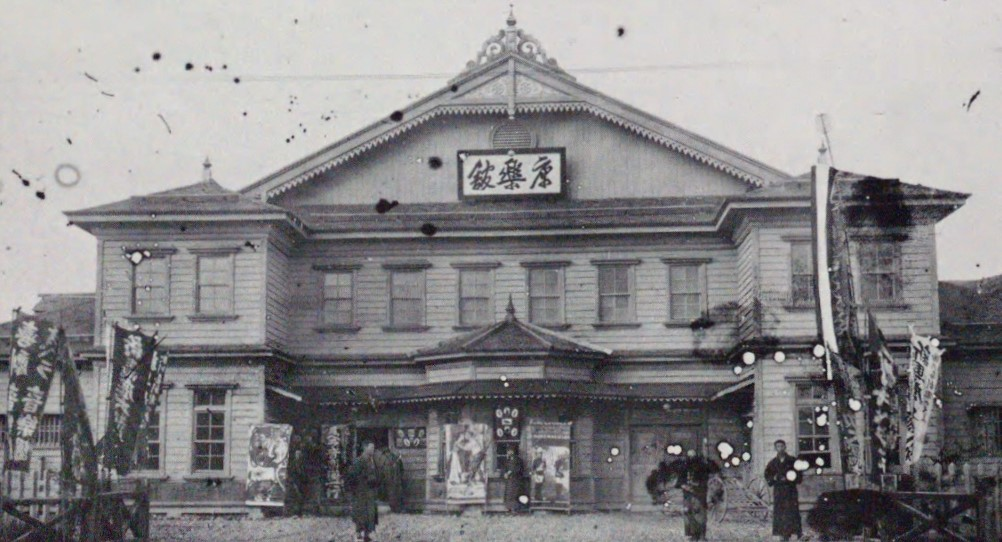
大正時代頃の康楽館

1910年（明治43年）8月16日、小坂鉱山の福利厚生施設として康楽館が開館し、東京歌舞伎の尾上松鶴一座によるこけら落とし公演が行われた。建坪は340坪であり、定員は800人だった。開館当初から廻り舞台を有していたが、東北地方では唯一の廻り舞台だった。
全従業員の家族が歌舞伎を鑑賞できる家族慰問会の日が定められていた。太平洋戦争中には家族慰問会が中止され、戦後には復活したものの、1957年（昭和32年）をもって中止された。

### 興業の休止
建物の老朽化やテレビの普及によって、1970年（昭和45年）6月には一般興行が休止された。1973年（昭和48年）秋には山本辰之助の親族が康楽館を訪れたことで、設計者が山本であることが明らかとなった。1975年（昭和50年）時点では小坂鉱山従業員や小坂町民の各種集会に利用されるのみだった。

### 保存活動と活用

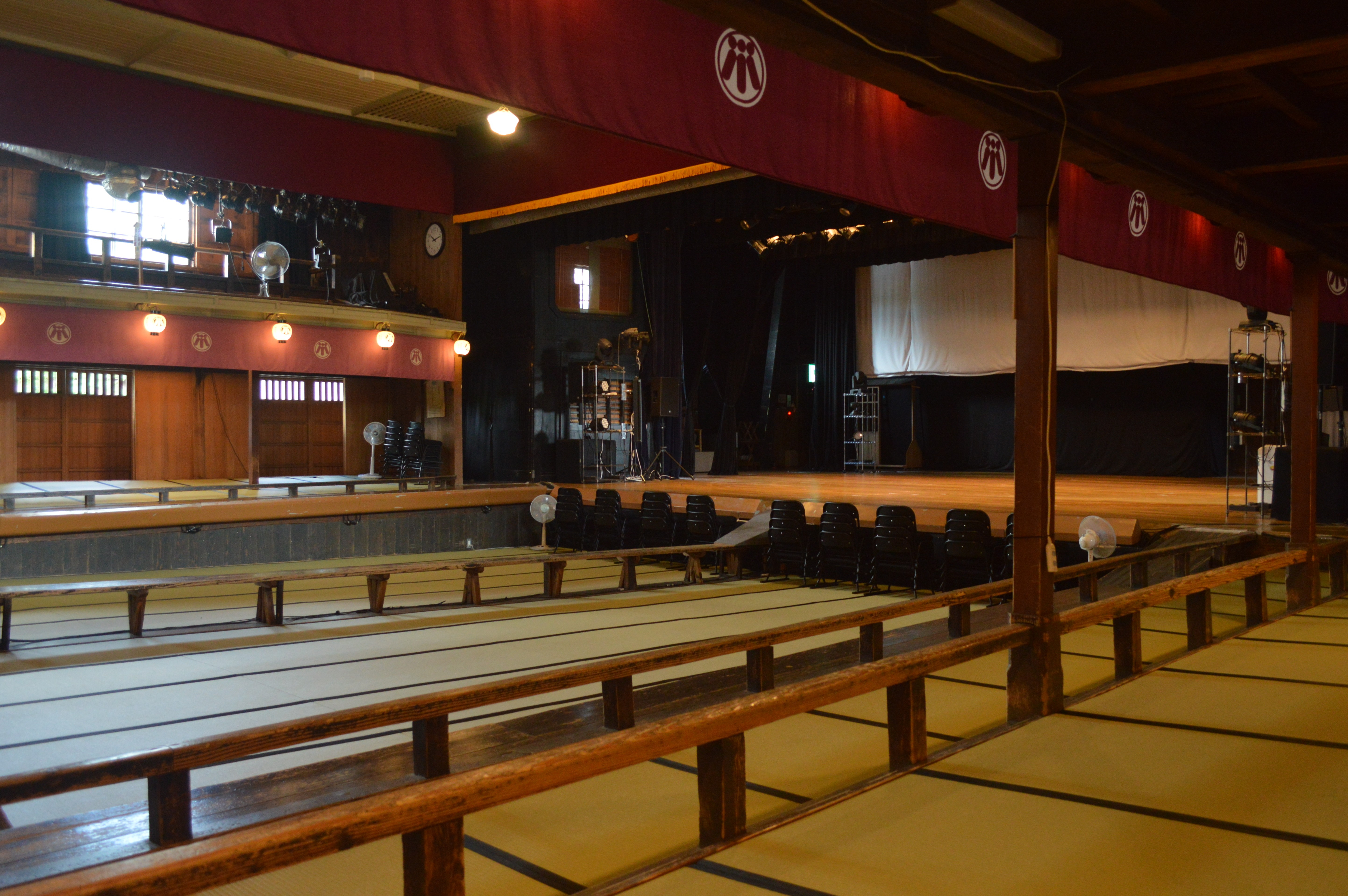
客席

康楽館は解体の危機にも瀕したが、俳優の小沢昭一などが保存運動を行った。
1983年（昭和58年）に康楽館復興促進協議会が発足すると、1985年（昭和60年）には所有者である同和鉱業が康楽館の建物と土地を小坂町に無償譲渡し、運営費として小坂町に5000万円を寄付した。これに小坂町が3000万円、秋田県が3000万円、さらに募金なども合わせて、1億5000万円から2億円の予算で修復工事が行われた。1986年（昭和61年）3月25日に秋田県指定有形文化財に指定されると、同年7月2日に芝居小屋として再開館し、初の常設公演は大江戸つるぎ太鼓だった。1995年（平成7年）には康楽館が面する通りが明治百年通りと名付けられた。
1999年（平成11年）には再開館後の入館者数が100万人を突破した。2001年（平成13年）には隣接地に旧小坂鉱山事務所が移築復元され、小坂鉱山病院記念棟と洋風園舎天使館も改修された。2002年（平成14年）5月23日、康楽館の建物と小坂鉱山事務所が国の重要文化財に指定された。2011年（平成23年）には指定管理者制度を導入し、小坂町の直営から第三セクター企業である小坂まちづくり株式会社の管理に移行した。
2022年（令和4年）12月12日、秋田県の「未来に伝えたい秋田のインフラ50選」に選出された。

## 建築

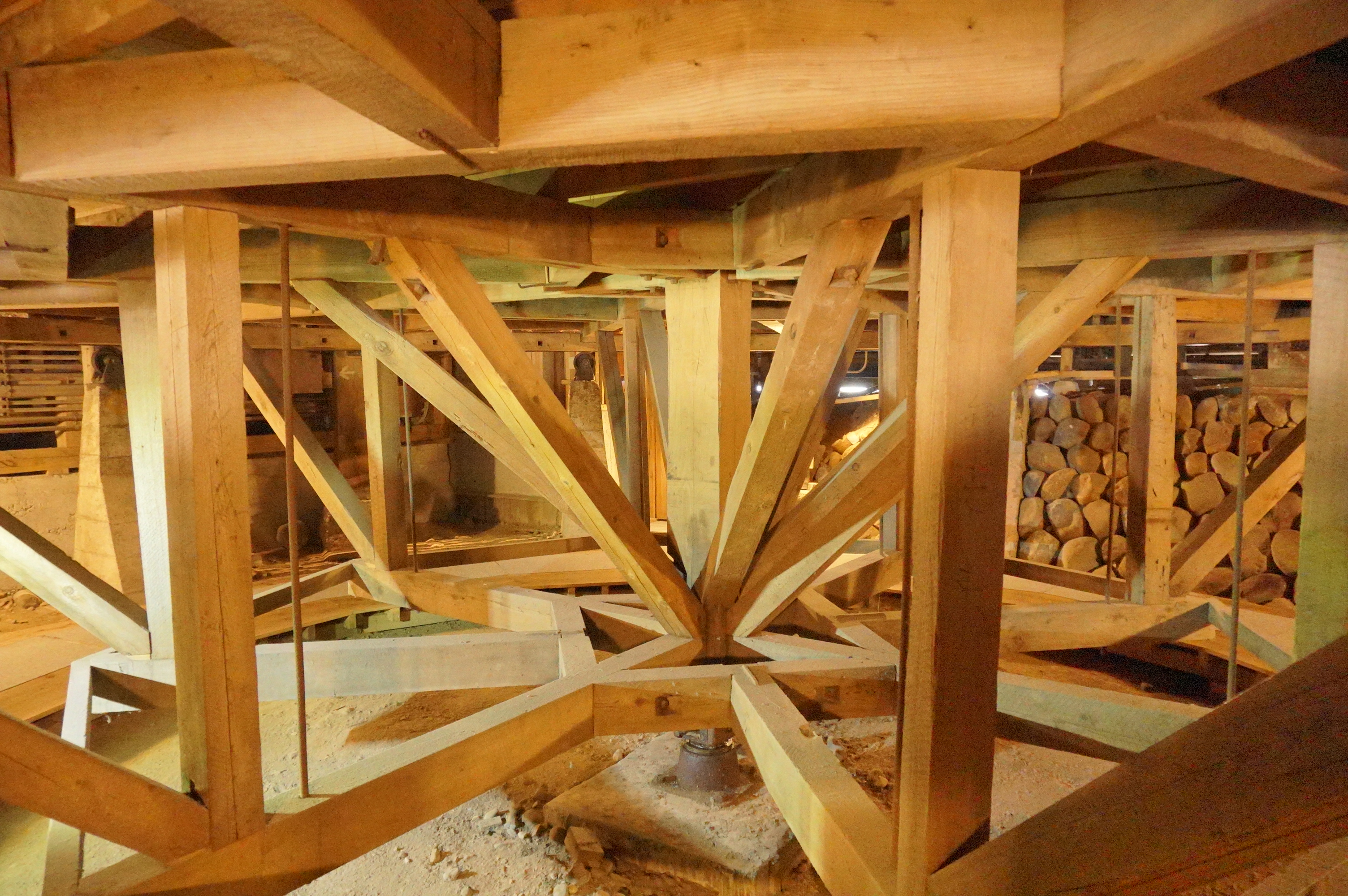
廻り舞台

木造2階建、切妻造妻入。屋根は銅板葺（当初は杉板葺）である。平面規模は正面約28.2メートル、奥行約38.2メートル。小坂鉱山を経営していた合名会社藤田組によって建てられたもので、棟札により明治43年（1910年）の建築であることが判明している。設計者は小坂鉱山工作課長の山本辰之助とされる。
下見板張りの白塗り、上げ下げ式窓と鋸歯状の軒飾りが並び洋館風の外観を持つ一方、桟敷、花道、切穴など典型的な和風芝居小屋の内装で、和洋折衷の造りが特徴である。滑車やロープを用いる手動の廻り舞台を有している。緞帳は西陣織で織られており、小坂町出身の日本画家である福田豊四郎が描いた「樹氷」がデザインされている。
兵庫県豊岡市の永楽館は康楽館より9年早い1901年（明治34年）竣工であるが、永楽館は2008年（平成20年）に復元工事が実施された。現存する日本最古の芝居小屋は天保6年（1835年）竣工の旧金毘羅大芝居であるが、1972年（昭和47年）から1976年（昭和51年）にかけて移築された上で復元工事が実施された。

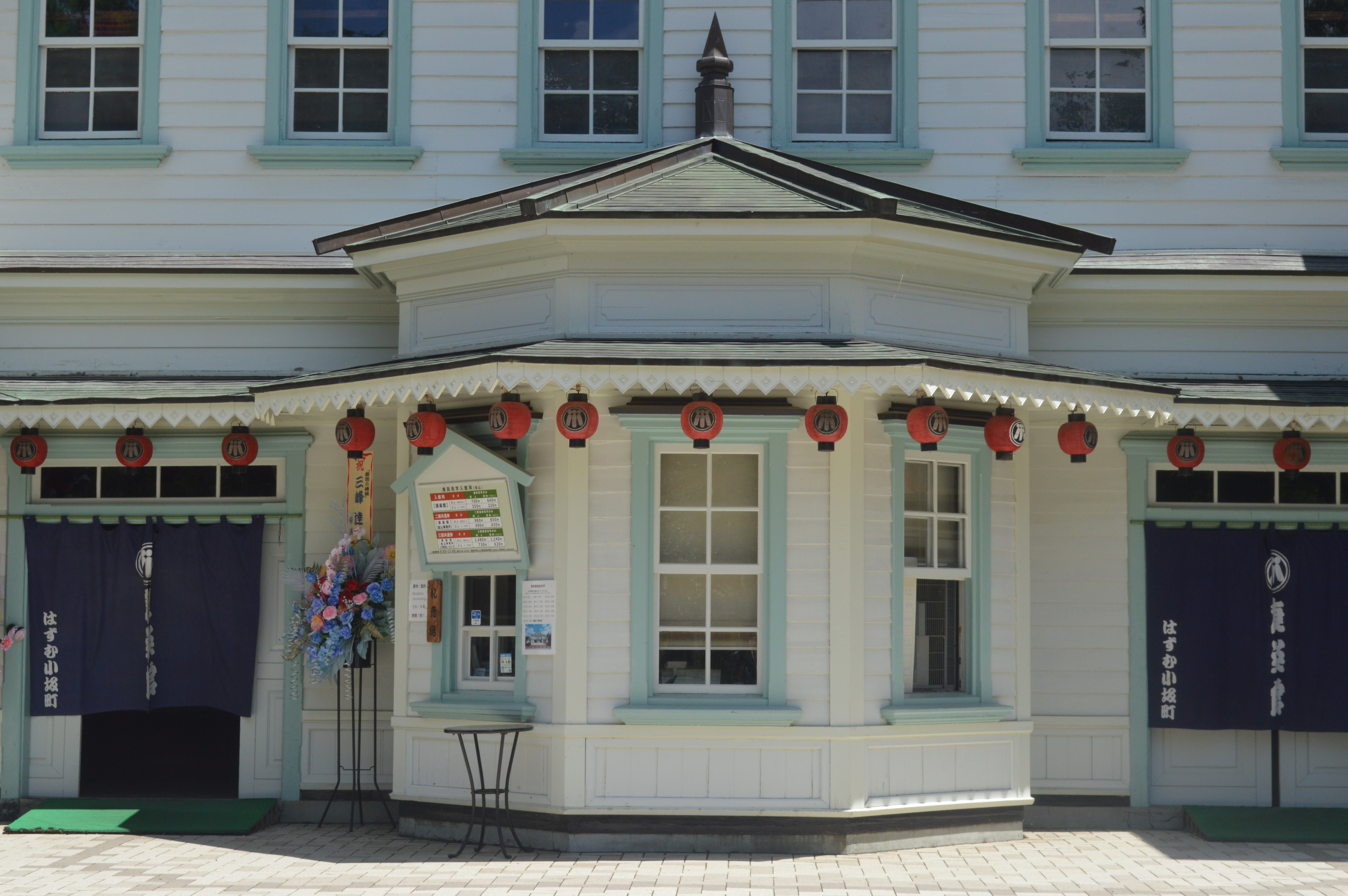
建物入口
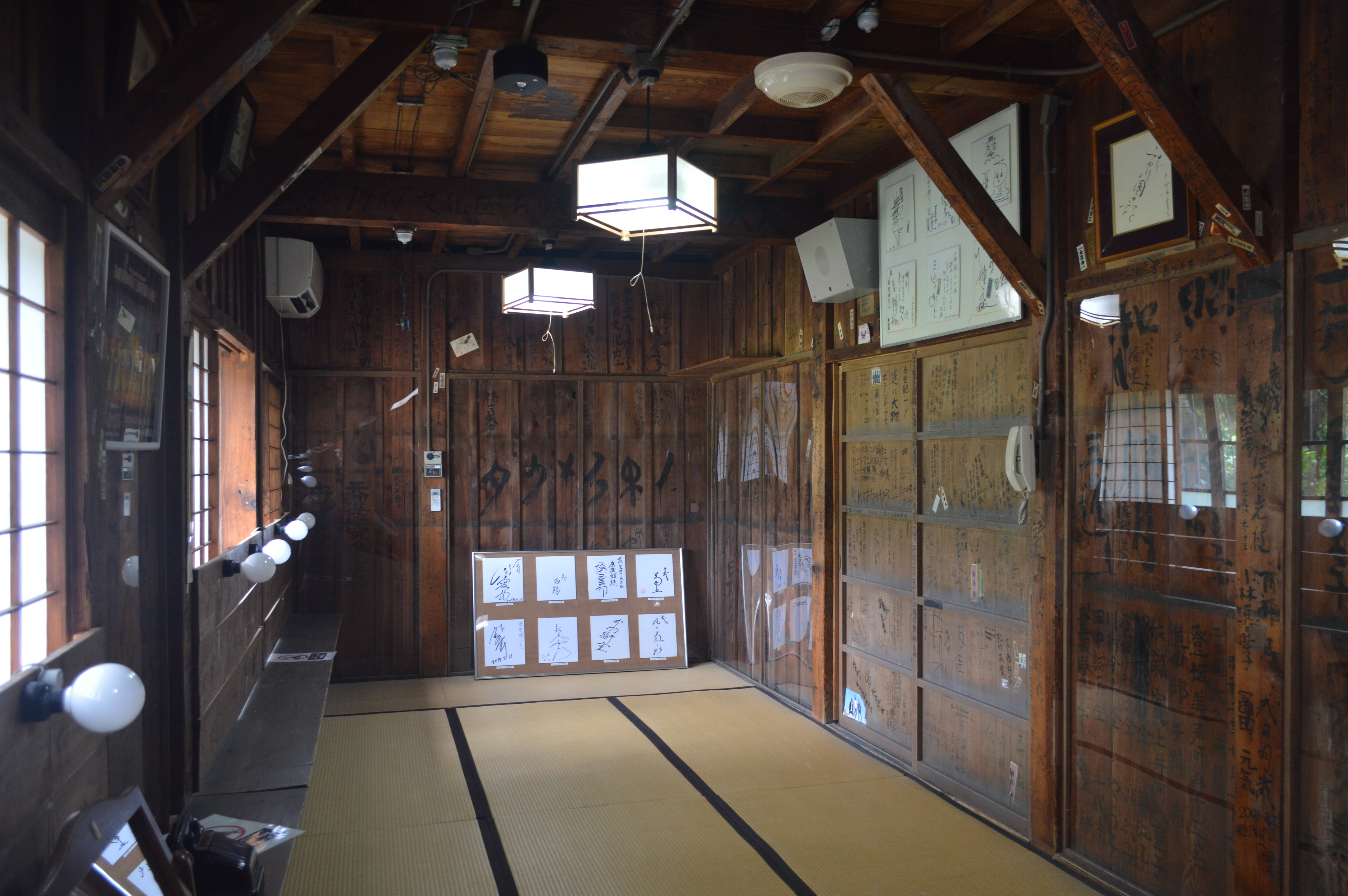
楽屋
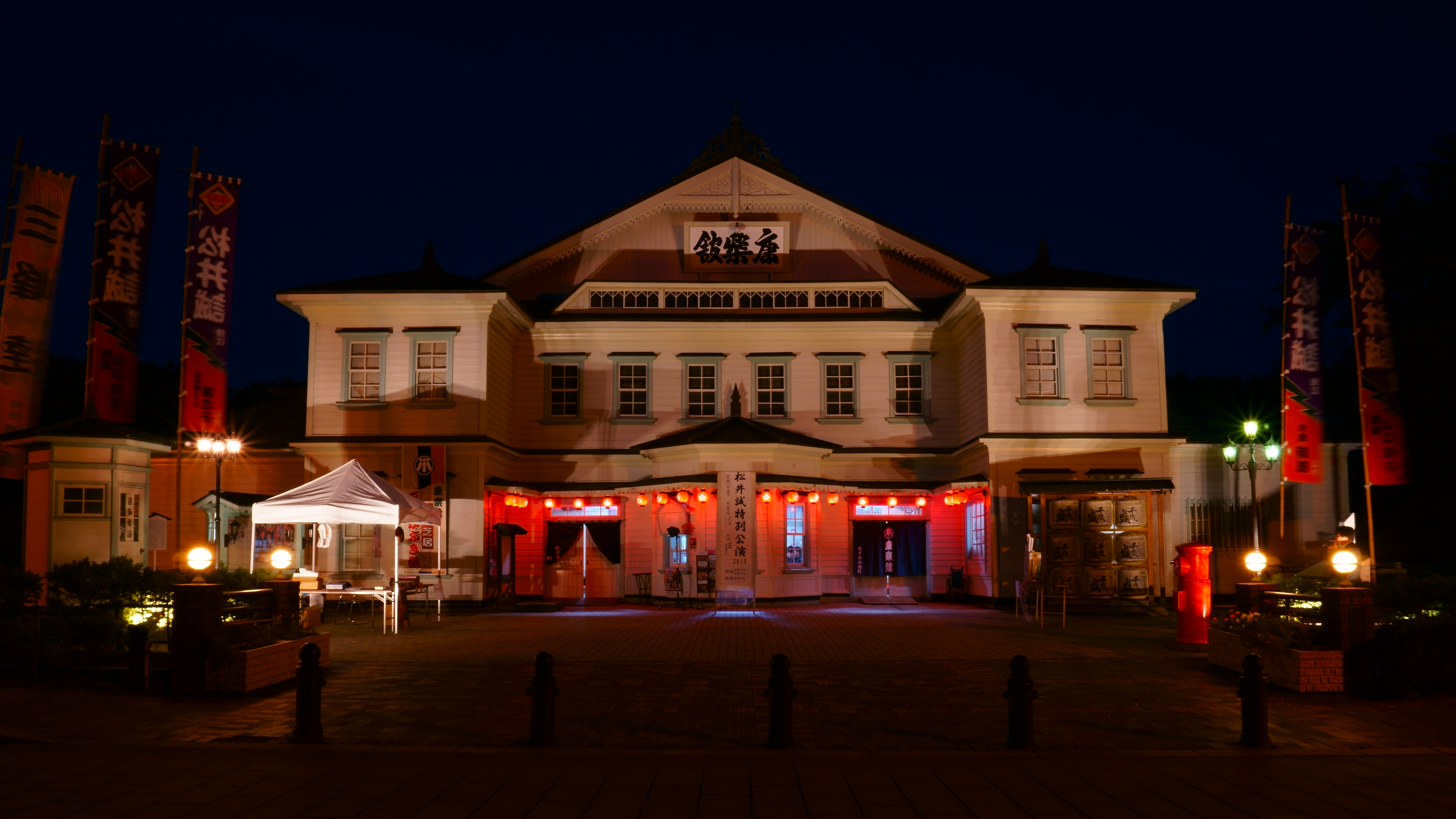
夜間の康楽館
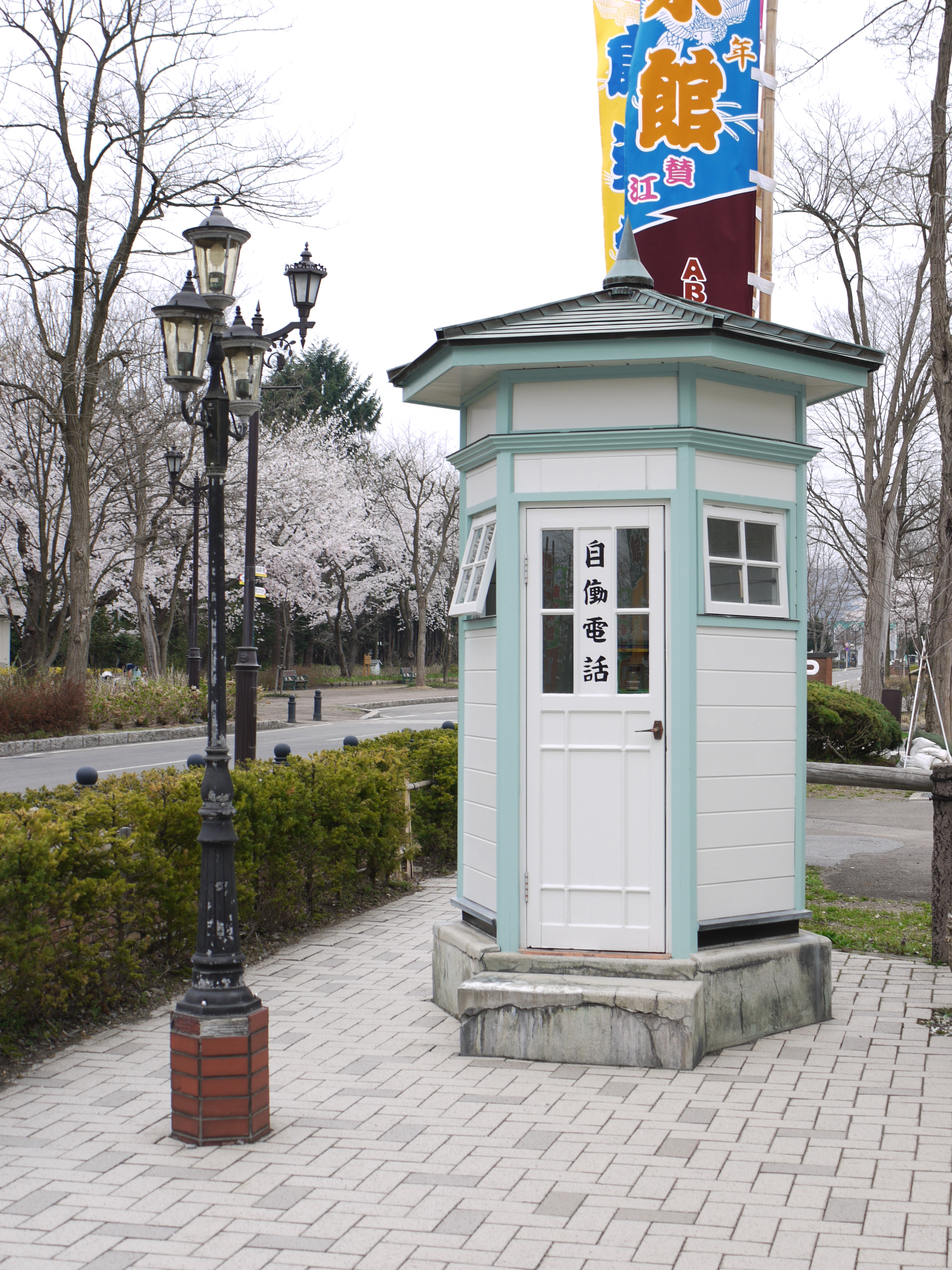
康楽館に意匠を似せた電話ボックス
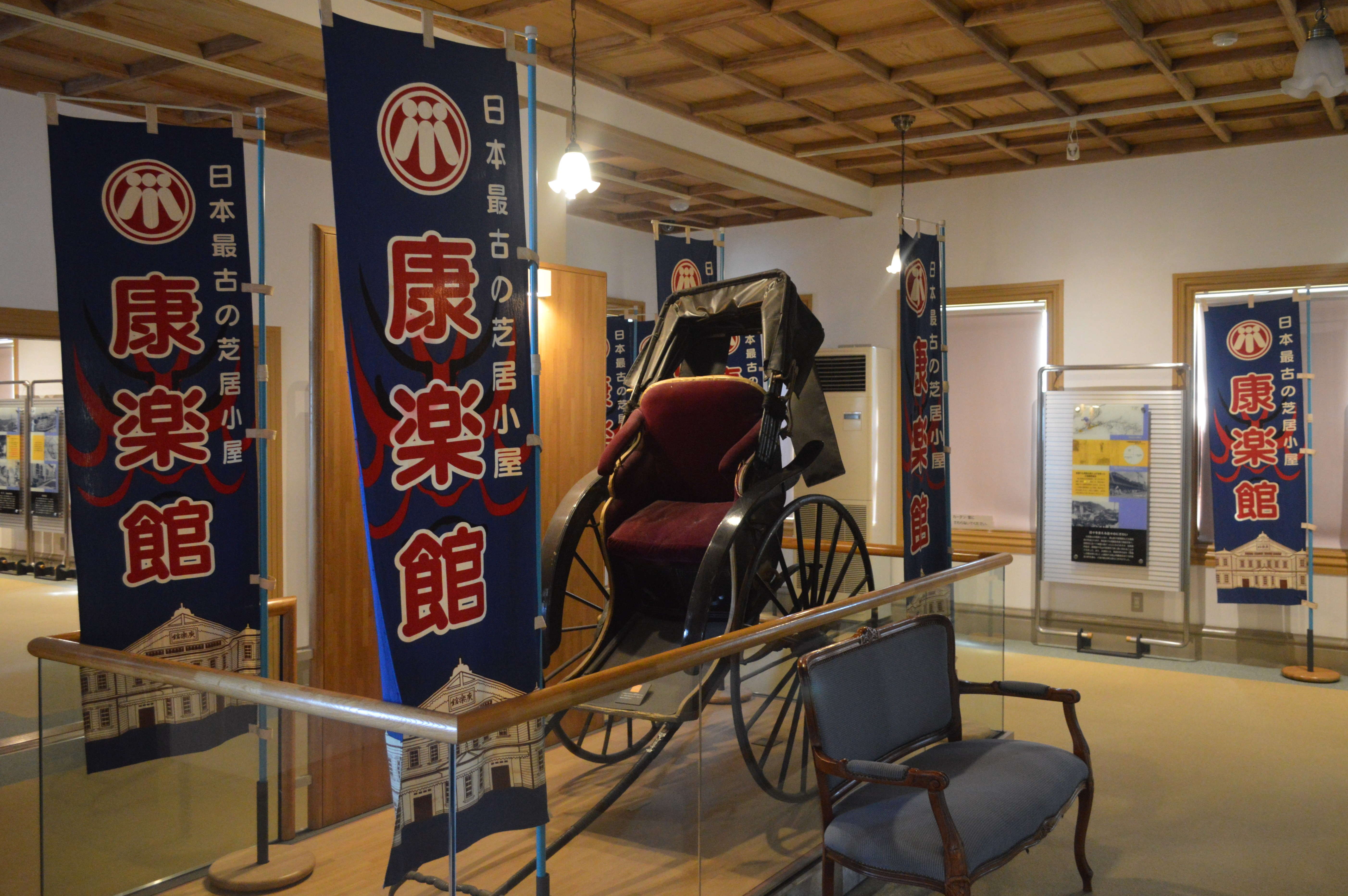
小坂鉱山事務所における康楽館の展示
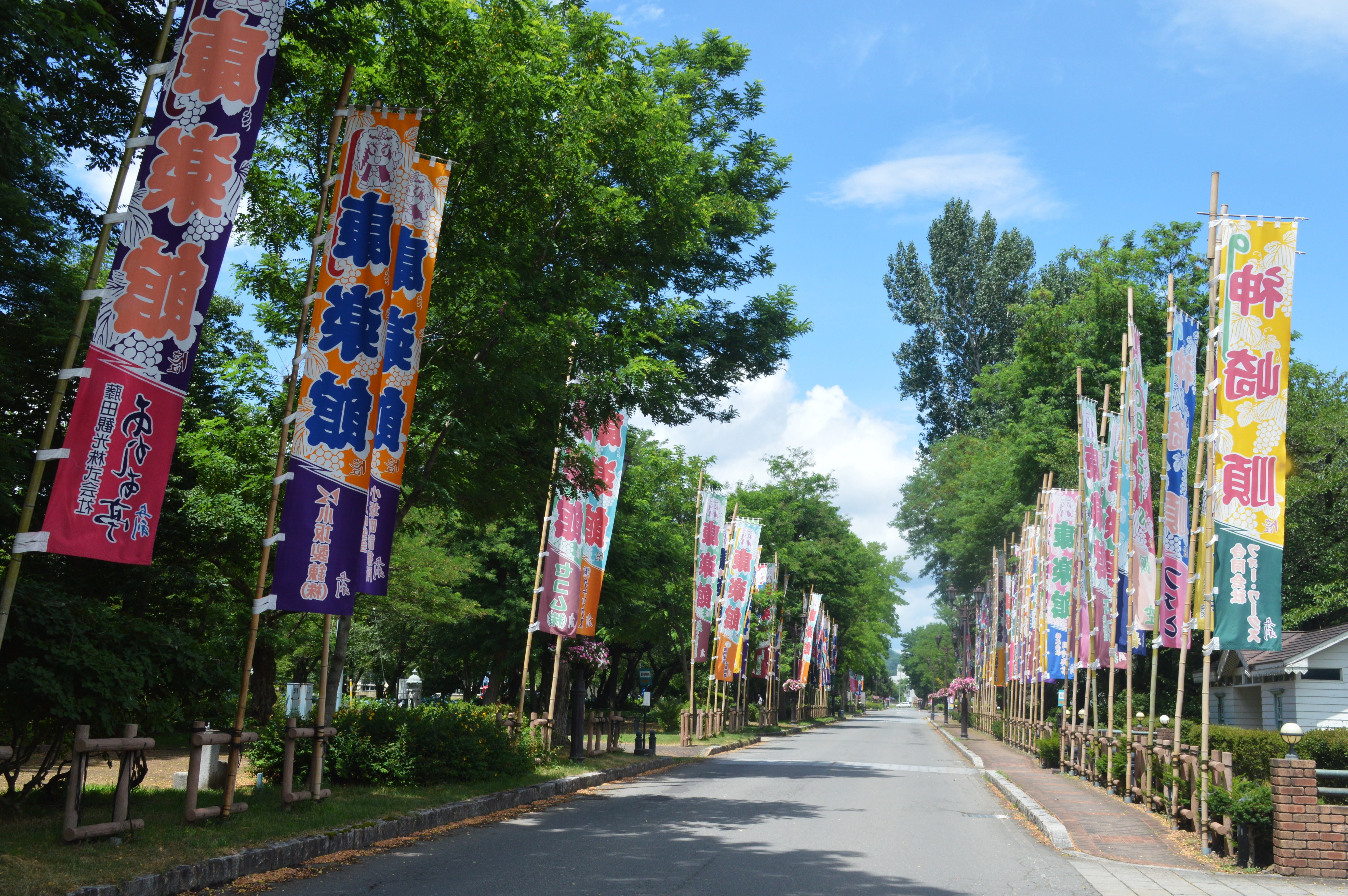
明治百年通りにおける康楽館ののぼり

## 施設見学
4月から11月はほぼ毎日、常打芝居の公演が行われている。歌舞伎大芝居などの特別な公演がある日と休館日（年末年始のみ）以外は、常設公演の有無に関わらず施設内を見学でき、特に12月から3月の舞台が空いている場合に限り、手動の廻り舞台を回す体験などができる。

## アクセス
- JR奥羽本線大館駅より、秋北バスの路線バス「小坂操車場ゆき」に乗車し「小坂町」下車。
- JR花輪線鹿角花輪駅・十和田南駅より、秋北バスの路線バス「小坂操車場ゆき」に乗車し「小坂町」下車。
- 東北自動車道高速バス「小坂バスストップ」より、徒歩15～20分程度。